# Margret von der Decken
Margret von der Decken, eigentlich Margarethe Ottilie Anna Marie Caroline Adelheid von der Decken (* 4. Juli 1886 in Neustrelitz; † 30. November 1965 in West-Berlin) war eine deutsche Politikerin (CDU).

## Leben
Die Eltern von Margret von der Decken waren der Landgerichtsdirektor Wilhelm von der Decken (1853–1898) und dessen Frau Anna Luise, geb. von Pentz (1862–1946). Anna Luise entstammt der Jüngeren Mecklenburgischen Linie („Jüngeres“ Haus Toddin-Pätow). Ihr Vater ist Karl von Pentz (1817–1897) und Anna Louises Mutter ist Anna von Oertzen.
Margret von der Decken machte eine soziale Ausbildung und erhielt die staatliche Anerkennung als Fürsorgerin. Sie war freiwillige Helferin der Jugendgerichtshilfe bei der Deutschen Zentrale für Jugendfürsorge in Berlin. 1916 wurde sie 2. Vorsitzende des Deutschen Verbandes der Sozialbeamtinnen (DVS). Decken wurde 1918 Geschäftsführerin der Zentrale der Deutschen Landfrauen und 1922 Leiterin der Familienfürsorge im Bezirksamt Schöneberg. Nach der „Machtergreifung“ der Nationalsozialisten wurde sie 1933 wegen politischer Unzuverlässigkeit strafversetzt, sie wurde Fürsorgerin im Bezirksamt Neukölln.
Nach dem Zweiten Weltkrieg trat Decken 1945 der CDU bei und wurde wieder an die alten Stelle in der Leitung der Familienfürsorge in Schöneberg eingesetzt. Ein Jahr später wurde sie Bezirksrätin für Sozialwesen in Schöneberg. 1949 wurde sie die Leiterin des Flüchtlingsdienstes beim Magistrat von Groß-Berlin und rückte im April 1949 in die Stadtverordnetenversammlung von Groß-Berlin nach, da Walter Hahn (1894–1978) zum Bezirksrat für Ernährung in Schöneberg gewählt worden war.
Nach der Berliner Wahl 1950 wurde Decken in die Bezirksverordnetenversammlung im Bezirk Charlottenburg zur Bezirksstadträtin für Sozialwesen gewählt, sie schied Anfang 1955 aus Altersgründen aus dem Amt aus.
Decken war Vizepräsidentin des Deutschen Roten Kreuzes, Landesverband Berlin.